# Moment of Glory
Moment of Glory ist ein Album der deutschen Hard-Rock-Band Scorpions in Zusammenarbeit mit den Berliner Philharmonikern, einem der größten klassischen Orchester Deutschlands. Es erschien im Jahr 2000 und ist das fünftzehnte Studioalbum der Band. Zu der Platte erschien auch eine Konzert-DVD, welche jedoch eine abweichende Titelauswahl hat.

## Hintergrund
Das Projekt Moment of Glory war 1995 von den Philharmonikern initiiert worden, die auf der Suche nach neuen Herausforderungen mit einer international erfahrenen Rockband kooperieren wollten.
Das Titelstück „Moment of Glory“ ist gleichzeitig die offizielle Hymne der Weltausstellung EXPO 2000, die in Hannover, der Heimatstadt der Scorpions, stattfand. Der Text des Liedes handelt in schlagertypischen Formulierungen von Veränderung, Evolution und einer Art kindlichem Zauber, der von Neuem ausgeht und gleichzeitig Menschen inspiriert und befreit.
Die gemeinsame Produktion von Rockband und klassischem Orchester hatte den Charakter eines Projekts dieser Weltausstellung. Am 22. Juni 2000 fand in der Preussag-Arena (heute TUI-Arena) auf dem EXPO-Gelände ein knapp zweistündiges Konzert der Scorpions zusammen mit den Berliner Philharmonikern und mehreren Gastmusikern statt, das zeitversetzt im ZDF übertragen wurde und als Werbe-Großevent für die drei Wochen zuvor eröffnete EXPO fungieren sollte, die noch bis zum 31. Oktober 2000 andauerte. Der damalige Bundeskanzler Gerhard Schröder und zahlreiche weitere Prominente waren als Zuschauer anwesend. Die Fernsehsendung wurde moderiert von Desiree Nosbusch.
Die Generalprobe am 21. Juni 2000 zuvor war wenige Tage zuvor zur öffentlichen Veranstaltung erklärt worden (allerdings zu ähnlich hohen Preisen wie die ausverkaufte, eigentliche Vorstellung), und mit ca. 10 000 Zuschauern nahezu ausverkauft. Nach der Generalprobe wurden die Zuschauer gebeten, als Kulisse für die Aufnahme des offiziellen Live-Videoclips von zwei Songs aus dem gemeinsamen Projekt in der Halle zu bleiben. Die dann tatsächlich veröffentlichten Videoclips zu den Singleauskopplungen des Albums stammen von dieser Generalprobe.

## Titelauswahl
Bei den Songs von Album und DVD handelt sich in der Mehrzahl um Scorpions-Klassiker, teilweise auch um Zusammenfügungen mehrerer älterer Scorpions-Klassiker wie bei der Deadly Sting Suite. Einige Songs wurden um Orchesterpassagen zum Teil erheblich erweitert.
Wie bereits erwähnt, so enthalten die CD und die DVD zum Teil unterschiedliche Titel. Die hauptsächlich ausgekoppelten und promoteten Lieder, wie etwa die spektakuläre Version von Rock You Like a Hurricane oder die für dieses Projekt neu komponierten Stücke Moment of Glory und Here in My Heart sind jedoch auf CD und DVD gleichermaßen vertreten. Das ebenfalls neu komponierte Lied We Don’t Own the World hingegen wurde jedoch nur auf dem Konzert gespielt und ist demnach auf keinem offiziellen Tonträger veröffentlicht worden, ist aber auf einigen Versionen der Download-Kompilation „Taken B-Side“ (2009) enthalten. Andere Songs, wie etwa der „Deadly Sting Suite“ wurden jedoch unterschiedlich interpretiert bzw. dargeboten. So ist das Lied auf der CD komplett instrumental, während die Konzertversion überwiegend gesungen wird.

## Kritik, Verkauf und Auszeichnungen
Von dem Album wurden weltweit bislang etwa zwei Millionen Stück verkauft und so erreichte das Album in Deutschland Goldstatus.

## Titelliste
1. Hurricane 2000 – 6:04
2. Moment of Glory – 5:08
3. Send Me an Angel – 6:19
4. Wind of Change – 7:36
5. Crossfire * – 6:47

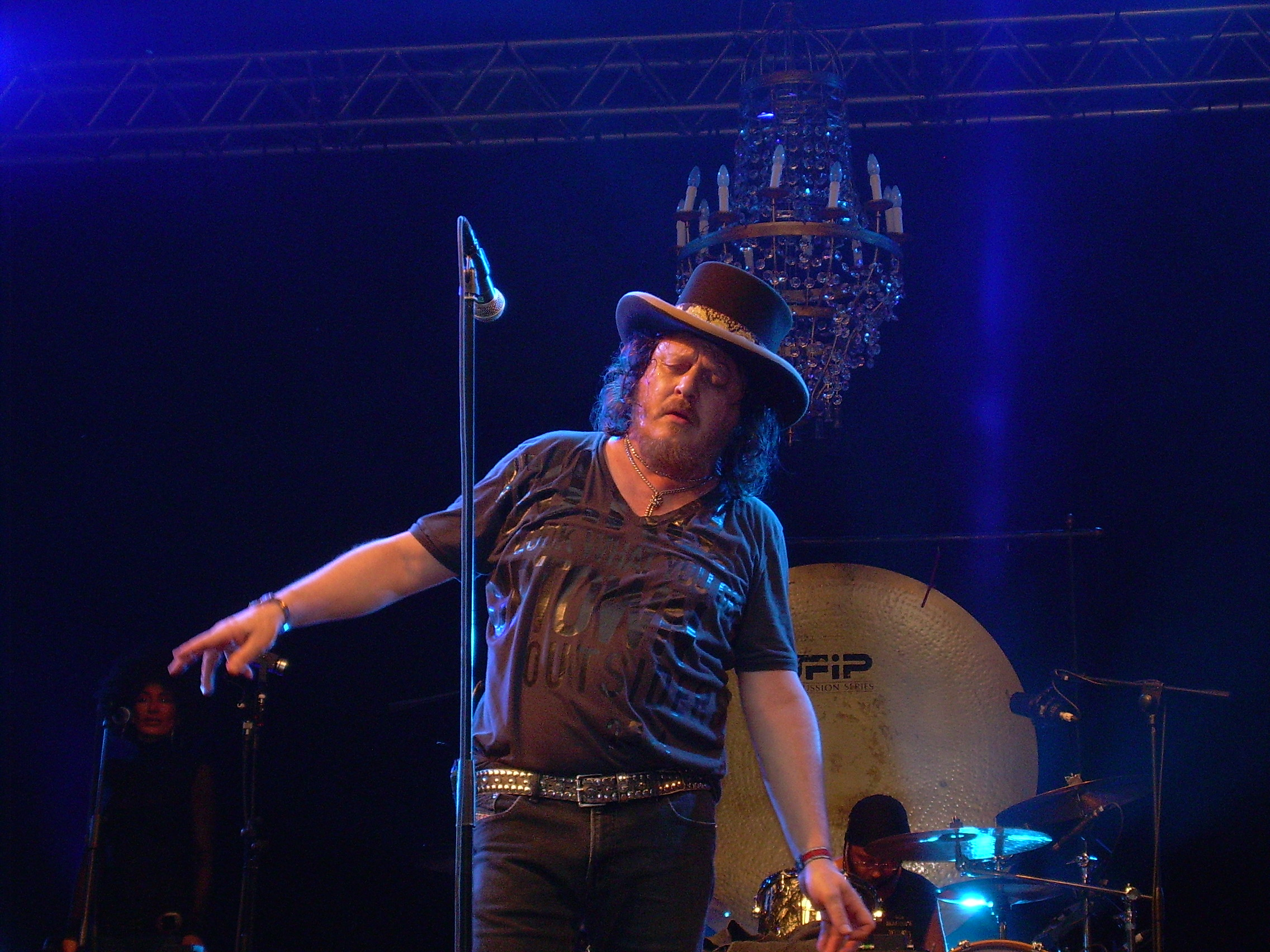
Der italienische Rockmusiker Zucchero wirkte bei Send Me an Angel mit (2007)

6. Deadly Sting Suite (He’s a Woman – She’s a Man / Dynamite) * – 7:22
7. Here in My Heart – 4:20 (Originalinterpret: Tiffany)
8. Still Loving You – 7:28
9. Big City Nights – 4:37
10. Lady Starlight – 5:32

Die mit *) gekennzeichneten Titel sind instrumental.

## Single-Auskopplungen
Als Singles erschienen am 8. August 2000 die offizielle EXPO-Hymne Moment of Glory, zusammen mit Hurricane 2000 als B-Seite, und der Titel Here in My Heart.

## Moment of Glory Live

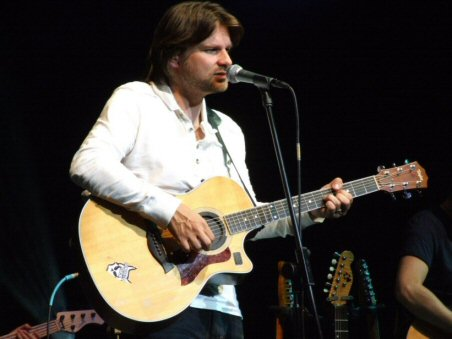
Der ehemalige Genesis-Sänger Ray Wilson ist als Sänger bei Big City Nights zu hören (2006)

Die Konzert-DVD zur entsprechenden Studio-CD wurde am 15. Februar 2001 bei TDK (Label) veröffentlicht. Diese enthält die folgenden Titel:
1. Hurricane 2000
2. Moment of Glory
3. You and I
4. We Don’t Own the World
5. Here in My Heart
6. We'll Burn the Sky
7. Big City Nights
8. Deadly Sting Suite (Instrumental)
9. Dynamite
10. Wind of Change
11. Still Loving You
12. Moment of Glory (Encore)

Videos:
1. Hurricane 2000
2. Moment of Glory
3. Here in My Heart